# Ивано-Кувалатский сельсовет
Ивано-Кувалатский сельсовет — муниципальное образование в Зилаирском районе Башкортостана.

## История
Ивано-Кувалатский сельский совет депутатов трудящихся образован в 1922 году. В 1963 году, в связи с укрупнением районов, вошел в состав Хайбуллинского района, с 22 ноября 1965 года  по декабрь 1965 года — в состав Баймакского района. 4 ноября 1965 года вновь был передан в Зилаирский район.
В соответствии с Конституцией 1977 года назывался Ивано-Кувалатским сельским советом народных депутатов.
На основании Закона Республики Башкортостан «Об изменении и дополнении Конституции (Основного закона) БАССР от 29.02.1992 года» назывался Ивано-Кувалатским сельским советом.
Ивано-Кувалатский сельский совет преобразован в МО Ивано-Кувалатский сельсовет на основании Закона Республики Башкортостан «Об административно-территориальном устройстве Республики Башкортостан и территориях муниципальных образований» от 13.07.1993 года № ВС-18\7 с изменениями и дополнениями, внесенных Законом Республики Башкортостан от 4.02.2002 года.
На основании Федерального закона «Об общих принципах организации местного самоуправления в Российской Федерации» с 30 июня 2005 года является сельским поселением Ивано-Кувалатский сельсовет Зилаирского района Республики Башкортостан, с 21 декабря 2005 года — сельским поселением Ивано-Кувалатский сельсовет муниципального района Зилаирский район Республики Башкортостан.
Согласно Закону о границах, статусе и административных центрах муниципальных образований в Республике Башкортостан имеет статус сельского поселения.

## Население
| 2002 | 2009 | 2010 | 2012 | 2013 | 2014 | 2015 |
| ---- | ---- | ---- | ---- | ---- | ---- | ---- |
| 774  | ↘695 | ↘593 | ↘563 | ↘538 | ↘523 | ↘493 |
| 2016 | 2017 | 2018 |      |      |      |      |
| ↘472 | ↘460 | ↗468 |      |      |      |      |

## Состав сельского поселения
| № | Населённый пункт | Тип населённого пункта       | Население |
| - | ---------------- | ---------------------------- | --------- |
| 1 | Ивано-Кувалат    | село, административный центр | ↘430      |
| 2 | Надеждинский     | хутор                        | #Н/Д      |
| 3 | Бердяш Русский   | село                         | ↘13       |
| 4 | Красный Кушак    | хутор                        | ↘10       |